# Kanton Tourcoing-2
Kanton Tourcoing-2 is een kanton in het Franse Noorderdepartement. Het kanton maakt deel uit van het arrondissement Rijsel.
Het kanton Tourcoing-2 is in 2015 gevormd en bestaat uit een gedeelte van de gemeente Tourcoing.